# Mario Kovačević
Mario Kovačević (Jablanica, 17 maggio 1975) è un allenatore di calcio ed ex calciatore croato, di ruolo centrocampista, tecnico della Dinamo Zagabria.

## Carriera

### Allenatore
Il 21 settembre 2021 gli viene affidata nuovamente la panchina del Varaždin militante nella serie cadetta. A giugno 2022, dopo aver guidata il club alla promozione in massima divisione, viene riconfermato alla guida del Varaždin.
Il 10 novembre 2023, dopo che gli è stato diagnosticato un carcinoma del polmone, viene comunicato dal club che continuerà a guidare la prima squadra nel prosieguo della stagione. Lascia le redini del Varaždin  il 3 dicembre seguente per potersi sottoporre ad un intervento chirurgico.
Il 2 settembre 2024 torna ad allenare succedendo a Ivan Radeljić la panchina del Slaven Belupo.
Il 4 giugno 2025 viene annunciato come nuovo allenatore della Dinamo Zagabria.

## Palmarès

### Allenatore
- Druga hrvatska nogometna liga: 1

Varaždin: 2021-2022